# ジョン・ウォーレン
ジョン・ウォーレン（John Warren、1938年9月23日 - 、ケベック州モントリオール出身）は、カナダのジャズ・ミュージシャン（サクソフォーン奏者）、作曲家であり、ジョン・サーマンやマイク・ウェストブルックとの共演で知られる。

## キャリア
ウォーレンは、1960年代からジョン・サーマンやマイク・ウェストブルックのようなイギリスで最も著名なモダニストの多くと共演してきた。マイク・ウェストブルック・コンサート・バンドとマイク・ウェストブルック・オーケストラでは、レギュラー・メンバーを務めた。

## ディスコグラフィ

### リーダー・アルバム
- 『テイルズ・オブ・ジ・アルゴンキン』 - Tales of the Algonquin (1971年、Deram) ※with ジョン・サーマン
- The Brass Project (1993年、ECM) ※with ジョン・サーマン
- Finally Beginning (2008年、Fuzzy Moon)
- Following On (2009年、Fuzzy Moon)
- The Traveller's Tale (2017年、Fledg'ling)